# Ylli Shehu
Ylli Shehu (Tirana, 13 marzo 1966) è un allenatore di calcio ed ex calciatore albanese, di ruolo attaccante, tecnico del Partizani Tirana Under-19.

## Carriera

### Nazionale
Ha collezionato 10 presenze ed un gol con la nazionale albanese.

## Statistiche

### Presenze e reti nei club
Statistiche aggiornate al 6 maggio 2005.
| Stagione                | Squadra                 | Campionato              | Campionato | Campionato | Coppe nazionali | Coppe nazionali | Coppe nazionali | Coppe continentali | Coppe continentali | Coppe continentali | Altre coppe | Altre coppe | Altre coppe | Totale | Totale |
| Stagione                | Squadra                 | Comp                    | Pres       | Reti       | Comp            | Pres            | Reti            | Comp               | Pres               | Reti               | Comp        | Pres        | Reti        | Pres   | Reti   |
| ----------------------- | ----------------------- | ----------------------- | ---------- | ---------- | --------------- | --------------- | --------------- | ------------------ | ------------------ | ------------------ | ----------- | ----------- | ----------- | ------ | ------ |
| 1985-1986               | Partizani Tirana        | KP                      | 0          | 0          | CA              | 0               | 0               | -                  | -                  | -                  | -           | -           | -           | 0      | 0      |
| 1986-1987               | Partizani Tirana        | KP                      | 0          | 11         | CA              | 0               | 0               | -                  | -                  | -                  | -           | -           | -           | 0+     | 11+    |
| 1987-1988               | Partizani Tirana        | KP                      | 35         | 14         | CA              | 0               | 0               | CC                 | 1                  | 0                  | -           | -           | -           | 36     | 14     |
| 1988-1989               | Partizani Tirana        | KP                      | 0          | 0          | CA              | 0               | 0               | -                  | -                  | -                  | -           | -           | -           | 0      | 0      |
| 1989-1990               | Partizani Tirana        | KP                      | 0          | 0          | CA              | 0               | 0               | -                  | -                  | -                  | -           | -           | -           | 0      | 0      |
| 1990-1991               | Partizani Tirana        | KP                      | 0          | 0          | CA              | 0               | 0               | CU                 | 1                  | 0                  | -           | -           | -           | 1+     | 0+     |
| 1991-1992               | Partizani Tirana        | KP                      | 0          | 0          | CA              | 0               | 0               | -                  | -                  | -                  | -           | -           | -           | 0      | 0      |
| 1992-1993               | Partizani Tirana        | KP                      | 0          | 0          | CA              | 0               | 0               | -                  | -                  | -                  | -           | -           | -           | 0      | 0      |
| Totale Partizani Tirana | Totale Partizani Tirana | Totale Partizani Tirana | 35+        | 25+        |                 | 0               | 0               |                    | 2                  | 0                  |             | -           | -           | 37+    | 25+    |
| 1993-gen. 1994          | Apollōn Smyrnīs         | AE                      | 15         | 2          | CG              | 0               | 0               | -                  | -                  | -                  | -           | -           | -           | 15     | 2      |
| gen.-giu. 1994          | Sebenico                | 1. HNL                  | 16         | 6          | CC              | 0               | 0               | -                  | -                  | -                  | -           | -           | -           | 16     | 6      |
| 1994-1995               | Sebenico                | 1. HNL                  | 27         | 18         | CC              | 0               | 0               | -                  | -                  | -                  | -           | -           | -           | 27     | 18     |
| 1995-1996               | Cercle Bruges           | D1                      | 24         | 5          | CB              | 2               | 0               | -                  | -                  | -                  | -           | -           | -           | 26     | 5      |
| 1996-gen. 1997          | Cercle Bruges           | D1                      | 9          | 1          | CB              | 0               | 0               | -                  | -                  | -                  | -           | -           | -           | 9      | 1      |
| Totale Cercle Bruges    | Totale Cercle Bruges    | Totale Cercle Bruges    | 33         | 6          |                 | 2               | 0               |                    | -                  | -                  |             | -           | -           | 35     | 6      |
| gen.-giu. 1997          | Sebenico                | 1. HNL                  | 11         | 6          | CC              | 0               | 0               | -                  | -                  | -                  | -           | -           | -           | 11     | 6      |
| 1997-1998               | Sebenico                | 1. HNL                  | 20         | 5          | CC              | 0               | 0               | -                  | -                  | -                  | -           | -           | -           | 20     | 5      |
| Totale Sebenico         | Totale Sebenico         | Totale Sebenico         | 74         | 35         |                 | 0               | 0               |                    | -                  | -                  |             | -           | -           | 74     | 35     |
| Totale carriera         | Totale carriera         | Totale carriera         | 157+       | 68+        |                 | 2               | 0               |                    | 2                  | 0                  |             | -           | -           | 161+   | 68+    |

### Cronologia presenze e reti in nazionale
| Cronologia completa delle presenze e delle reti in nazionale ― Albania | Cronologia completa delle presenze e delle reti in nazionale ― Albania | Cronologia completa delle presenze e delle reti in nazionale ― Albania | Cronologia completa delle presenze e delle reti in nazionale ― Albania | Cronologia completa delle presenze e delle reti in nazionale ― Albania | Cronologia completa delle presenze e delle reti in nazionale ― Albania | Cronologia completa delle presenze e delle reti in nazionale ― Albania | Cronologia completa delle presenze e delle reti in nazionale ― Albania |
| Data                                                                   | Città                                                                  | In casa                                                                | Risultato                                                              | Ospiti                                                                 | Competizione                                                           | Reti                                                                   | Note                                                                   |
| ---------------------------------------------------------------------- | ---------------------------------------------------------------------- | ---------------------------------------------------------------------- | ---------------------------------------------------------------------- | ---------------------------------------------------------------------- | ---------------------------------------------------------------------- | ---------------------------------------------------------------------- | ---------------------------------------------------------------------- |
| 20-9-1988                                                              | Costanza                                                               | Romania                                                                | 3 – 0                                                                  | Albania                                                                | Amichevole                                                             | -                                                                      | 38’                                                                    |
| 19-10-1988                                                             | Chorzów                                                                | Polonia                                                                | 1 – 0                                                                  | Albania                                                                | Qual. Mondiali 1990                                                    | -                                                                      | 68’                                                                    |
| 5-11-1988                                                              | Tirana                                                                 | Albania                                                                | 1 – 2                                                                  | Svezia                                                                 | Qual. Mondiali 1990                                                    | 1                                                                      |                                                                        |
| 18-1-1989                                                              | Tirana                                                                 | Albania                                                                | 1 – 0                                                                  | Grecia                                                                 | Amichevole                                                             | -                                                                      | 65’                                                                    |
| 8-3-1989                                                               | Tirana                                                                 | Albania                                                                | 0 – 2                                                                  | Inghilterra                                                            | Qual. Mondiali 1990                                                    | -                                                                      |                                                                        |
| 26-4-1989                                                              | Londra                                                                 | Inghilterra                                                            | 5 – 0                                                                  | Albania                                                                | Qual. Mondiali 1990                                                    | -                                                                      |                                                                        |
| 30-5-1990                                                              | Reykjavík                                                              | Islanda                                                                | 2 – 0                                                                  | Albania                                                                | Qual. Euro 1992                                                        | -                                                                      | 46’                                                                    |
| 22-9-1993                                                              | Tirana                                                                 | Albania                                                                | 1 – 5                                                                  | Spagna                                                                 | Qual. Mondiali 1994                                                    | -                                                                      |                                                                        |
| 7-9-1994                                                               | Cardiff                                                                | Galles                                                                 | 2 – 0                                                                  | Albania                                                                | Qual. Euro 1996                                                        | -                                                                      | 80’                                                                    |
| 6-9-1995                                                               | Tirana                                                                 | Albania                                                                | 1 – 1                                                                  | Bulgaria                                                               | Qual. Euro 1996                                                        | -                                                                      | 65’ 89’                                                                |
| Totale                                                                 |                                                                        | Presenze                                                               | 10                                                                     |                                                                        | Reti                                                                   | 1                                                                      |                                                                        |